# Stata
Stata — пакет статистичних програм загального призначення, створений 1985-го року корпорацією StataCorp. Більшість його користувачів працюють в галузі досліджень, особливо в галузі економіки, соціології, політології, біомедицини та епідеміології
Можливості Stata включають управління даними, статистичний аналіз, графіку, моделювання, регресію, симуляцію даних і користувацьке програмування.
Назва Stata походить від абревіатур двох слів — статистика і дані (statistics and data). FAQ на офіційному сайті наполягає на тому, що правильна англійська вимова Stata повинна залишатися загадкою, варіанти «Стейта» і «Ста-та» також вважаються прийнятними.
У Stata існує чотири основні версії:
- Stata/MP для багатопроцесорних комп'ютерів (включаючи двоядерні та багатоядерні процесори)
- Stata/SE для великих баз даних
- Stata/IC стандартна версія
- Numerics by Stata підтримує будь-який розмір даних, перелічених лише у вбудованому середовищі

Small Stata, яка була базовою, студентською версією лише для студентів більше не доступна.

## Користувацький інтерфейс
Stata завжди базувалася на інтерфейсі командного рядка. Починаючи з версії 8.0, Stata включила графічний інтерфейс користувача, який базується на фреймворці Qt, який використовує меню та діалогові вікна для доступу до майже всіх вбудованих команд. Це створює код, який завжди відображається, полегшуючи перехід до інтерфейсу командного рядка та більш гнучку мову скриптів. Також набір даних можна переглядати або редагувати у форматі електронних таблиць.

## Приклади коду в Stata
Щоб здійснити (МНК) регресію y від x:
```
regress
 y x [if]

```

Щоб здійснити логістичну регресію y від x:
```
 logistic
 y x

```

Щоб відобразити точкову діаграму y від x обмежену значеннями для x (x менше 10):
```
 scatter
 y x
 if
 x 
<
 
10

```

Щоб здійснити (МНК) регресію y від x зі стандартними помилками в формі Уайта:
```
 regress
 y x,
 vce
(robust)

```

Для обчислення інформаційного критерію Akaike (AIC) та байесівського критерію (BIC) для регресії:
```
 estat
 ic

```

## Додаткова література
- Bittmann, Felix (2019). Stata - A Really Short Introduction. Boston: DeGruyter Oldenbourg. ISBN 978-3-11061-729-0.
- Pinzon, Enrique, ред. (2015). Thirty Years with Stata: A Retrospective. College Station, Texas: Stata Press. ISBN 978-1-59718-172-3.
- Hamilton, Lawrence C. (2013). Statistics with STATA. Boston: Cengage. ISBN 978-0-84006-463-9.